# Filadélfia (Tocantins)
Filadélfia – miasto i gmina w Brazylii, w stanie Tocantins. Znajduje się w mezoregionie Ocidental do Tocantins i mikroregionie Araguaína, 508 km od stolicy stanu, Palmas.